# کارلتون (اورگن)
کارلتون (به انگلیسی: Carlton) شهری در شهرستان یمهیل ایالت اورگن است و در سرشماری سال ۲۰۱۱ میلادی، ۲٬۰۲۵ نفر جمعیت داشته که نسبت به سال ۲۰۱۰، ۱٫۴ درصد رشد جمعیت داشته‌است.

## موقعیت جغرافیایی
موقعیت جغرافیایی شهرها و مناطق اطراف به شرح زیر است: